# Antoine Jacob Stern
Pour les articles homonymes, voir Stern.
Pour les autres membres de la famille, voir Famille Stern.
Antoine Jacob Stern, parfois appelé Antoine Stern, né Abraham Jacob Stern en 16 janvier 1805 à Francfort-sur-le-Main, mort en 24 mai 1885 à Paris, est un banquier, fondateur de la banque Stern & Cie à Paris, qui deviendra par la suite la Banque Stern.

## Biographie
Antoine Stern appartient à la communauté juive ashkénaze d'Europe centrale. Il est le fils de Jacob Samuel Heyum Stern (1780-1833), négociant et banquier à Vienne, et de son épouse, née Theresa Wohl (1785-1850), ayant quatorze frères et sœurs. Il est aussi le neveu de Salomon Rothschild (1774-1855), banquier à Vienne.
Il achète à Ville-d'Avray en 1863 pour 343 000 francs un château, dit « Le Monastère ». 
Ses fils s'intègrent à l'élite parisienne. Louis, banquier, tient un salon littéraire et artistique dans son hôtel du 68 de la rue du Faubourg-Saint-Honoré, et épouse Ernesta de Hierschel, connue sous le nom de plume de Maria Star. Jacques, banquier et cofondateur de la Banque de Paris et des Pays-Bas, époux (1877) de Sophie Croizette, sociétaire de la Comédie-Française, demeure 7 Rond-point des Champs-Élysées. Il achète le château de Fitz-James de l'Oise, le haras de Crécy et se fait élire conseiller général de l'Oise.
Il est le grand-père de Fernand Halphen, de Mme Émile Deutsch de La Meurthe, de Mme Raphaël-Georges Lévy, et l'arrière grand-père de la baronne Édouard Alphonse James de Rothschild.
Antoine Jacob laisse une fortune de plus de 50 millions de francs en 1885 selon l'héritage.

### Carrière
Antoine Jacob Stern s'installe à Paris, rue de Provence, en 1832 comme négociant et banquier d'affaires, puis à partir de 1835 comme banquier sous l'enseigne A. Stern & Cie. Le Bottin précise qu'il est allié à des maisons de banque à Francfort, Berlin et Amsterdam. Il s'associe en juin 1842 avec son frère Léopold Stern (1810-1846) sous la raison sociale A. J. Stern et Cie, 33 rue Laffitte a Paris. Il s'impose rapidement comme l'un des principaux représentant de la "Haute Banque" à Paris, qui préfigure la profession de Banque d'affaires et de Banque privée.
Deux ans plus tard, ses frères David et Hermann Stern s'associent à Londres pour créer la Stern Brothers en 1844 à l'image des familles de banquiers comme Rothschild et Lazard. En 1846, Léopold est remplacé par son frère Salomon (né en 1818) banquier à Francfort. En 1865, les deux fils d'Antoine sont associés au capital pour poursuivre la dynastie Stern. Il est également fondateur de la Banque impériale ottomane (dont il est membre du Comité parisien de 1863 à 1868) et administrateur jusqu'en 1868. Ils développent leur affaire en Europe et obtiennent le monopole de l'exploitation des tabacs en Italie en 1868 et jusqu'en 1883.
Siège au conseil d'administration des sociétés Norté, Compagnie des mines de la Grand-Combe, Compagnie linière de Saint Rémy (Somme), à l'Union des ports (assurances maritimes), à la Sté des mines de houilles de Montieux-St-Etienne (où il est président en 1870), à la Compagnie des chemins de fer andalous (où il est également président), au Soleil et à la Compagnie des eaux pour l'étranger.
À l'image d'autres familles juives originaires d’Allemagne, les Stern se sont installés à côté des plus anciens hauts banquiers juifs parisiens, comme les familles Fould, Rothschild et d'Eichthal pour devenir l'une des principales dynasties de banquiers en Europe. Son fils Jacques Stern est en 1872 l'un des plus gros souscripteurs pour la Banque de Paris et des Pays-Bas (qui deviendra Paribas) et entre au conseil d'administration et ses héritiers figureront parmi les principaux actionnaires de la Banque de France au début du XXe siècle (les deux cents familles).

## Distinction
- Chevalier de la Légion d'honneur.